# Ohad Naharin

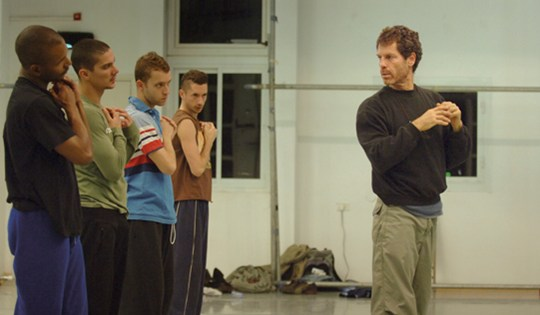
Ohad Naharin (2009)

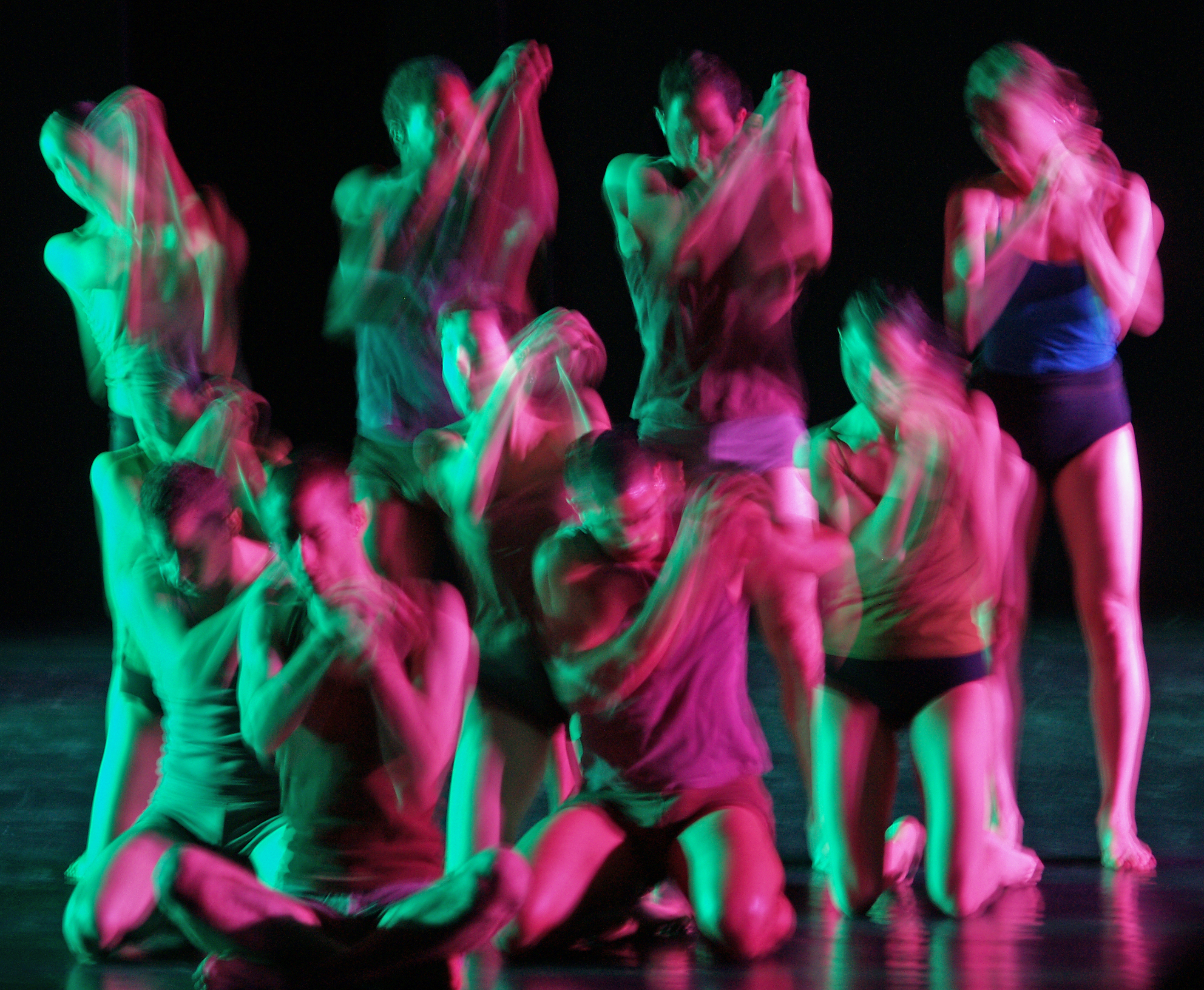
Batsheva Dance Company (2007)

Ohad Naharin (geboren 22. Juni 1952 im Kibbuz Mizra, Nordbezirk, Israel) ist ein israelischer Tänzer und Choreograph.

## Leben
Ohad Naharin wurde in eine künstlerisch geprägte Familie geboren. Er begann mit der tänzerischen Ausbildung aber erst 1974 bei der Batsheva Dance Company in Tel Aviv und wurde zum weiteren Studium von Martha Graham nach New York City an die School of American Ballet geholt. Seine weiteren Schritte waren die Juilliard School und die Lehrer Maggie Black und David Howard. Er trat bei der israelischen Bat-Dor Dance Company und bei Maurice Béjarts Ballet du XXe siècle auf. Anfang der 1980er Jahre entstanden in den USA seine ersten Choreografien. Mit seiner Frau Mari Kajiwara gründete er die „Ohad Naharin Dance Company“, die bis 1990 bestand. Kajiwara verstarb 2001, er ist nun in zweiter Ehe mit der Batsheva-Tänzerin Eri Nakamura (* 1984) verheiratet und hat mit ihr eine Tochter.
Von 1990 bis 2018 war er der künstlerische Leiter der renommierten Batsheva Dance Company. Neben zahlreichen international tourenden Tanzproduktionen entwickelte er die Bewegungssprache Gaga, die inzwischen von einem Team lizenzierter Trainer an vielen Universitäten weltweit unterrichtet wird. Naharin ist der Company nach wie vor als Hauschoreograf verbunden; seine Werke werden jedoch auch von zahlreichen führenden Ensembles aufgeführt, darunter das Nederlands Dans Theater, Ballett Frankfurt, das Ballet de l’Opéra National de Lyon, die Compañía Nacional de Danza, das Cullberg Ballett, das Ballet de l’Opéra de Paris, das Cedar Lake Contemporary Ballet, Hubbard Street Dance Chicago, Les Grands Ballets Canadiens de Montréal, das Alvin Ailey Dance Theater, das Königliche Dänische Ballett und viele mehr.
1998 wurde er in Frankreich mit dem Ordre des Arts et des Lettres geehrt. Er erhielt 2005 den Israel-Preis für Tanz und ist Ehrendoktor des Weizmann Institute of Science (2004) und der Hebräischen Universität Jerusalem (2009).
2007 drehte der israelische Regisseur Tomer Heymann die Dokumentation „Out of focus“. 5 Tage begleitete der Kameramann Naharin bei seiner Arbeit mit dem New Yorker Cedar Lake Contemporary Ballet. 2014 begann die Produktion des per Crowdfunding finanzierten Films „Mr. Gaga“ über das Leben von Ohad Naharin, der Ende 2015 im Rahmen des Jerusalem Film Festivals Premiere hatte.

## Werkliste (Auswahl)
- 1985: Black Milk (Kibbutz Contemporary Dance Company)
- 1986: Tabula Rasa (Pittsburgh Ballet Theatre)
- 1990: Kyr
- 1999: Minus 16 (Nederlands Dans Theater)
- 2001: Naharin's virus
- 2003: Kamuyot
- 2003: Mamootot
- 2005: Three
- 2009: Hora
- 2012: Decale
- 2013: The Hole
- 2015: Last Work
- 2019: 2019

## Auszeichnungen
- 1998: Chevalier des Arts et des Lettres
- 2002: New York Dance and Performance Award (Bessie) für Naharin’s Virus[8]
- 2004: Ehrendoktorat (Doctor of Philosophy honoris causa) des Weizmann-Instituts für Wissenschaften[9]
- 2005: Israel-Preis für Tanz[10]
- 2008: Ehrendoktorat der Hebräischen Universität Jerusalem[11]
- 2009: EMET-Preis in der Kategorie Kultur und Kunst
- 2009: Samuel H. Scripps / American Dance Festival Lifetime Achievement Award[12]
- 2019: Ehrendoktorat der Ben-Gurion-Universität im Negev[13]
- 2023: Commandeur des Arts et Lettres[14]

## DVD-Veröffentlichungen
- The Art Of Ohad Naharin: Batsheva Dance Company – Naharin's Virus / Last Work, Naxos Deutschland Musik & Video Vertriebs-GmbH, 2019
- The Art of Ohad Naharin Vol.2: Batsheva – The Young Ensemble – Sadeh21, Naxos Deutschland Musik & Video Vertriebs-GmbH, 2019